# آلفرد تر-مکرتچیان
آلفرد تر-مکرتچیان (ارمنی: Ալֆրէդ Տէր-Մկրտչյան زاده ۱۹ مارس ۱۹۷۱) کشتی‌گیر بازنشستهٔ ارمنستانی است که در رشتهٔ کشتی فرنگی برای اتحاد شوروی، تیم متحد و سپس آلمان به رقابت پرداخت. تر-مکرتچیان مدال نقره المپیک ۱۹۹۲ بارسلون و نیز یک مدال طلا (۱۹۹۴) و چهار برنز مسابقات قهرمانی کشتی جهان را کسب کرده است. او همچنین برندهٔ یک مدال طلا، یک نقره و چهار برنز از مسابقات قهرمانی کشتی اروپا است.